# 埃爾克哈特鎮區 (愛荷華州波爾克縣)
埃爾克鎮區（英語：Elkhart Township）是位於美國愛荷華州波爾克縣的一個行政鎮區。

## 地方資料
根據2010年美國人口普查的數據，埃爾克鎮區的面積為93.33平方千米，當中陸地面積為92.87平方千米，而水域面積為0.46平方千米。當地共有人口1525人，而人口密度為每平方千米16.34人。